# Atwood (Kentucky)
Atwood est une communauté non constituée du comté de Kenton, dans le Kentucky, aux États-Unis d'Amérique. Elle est située sur la Kentucky Route 17, entre Nicholson et Piner.
La nom de la communauté vient d'Atwood C. Bird (1867–1960), un banquier et agriculteur local.